# 上马斯费尔德-格里门塔尔
上马斯费尔德-格里门塔尔是德国图林根州的一个市镇。总面积5.59平方公里，总人口1235人，其中男性631人，女性604人（2011年12月31日），人口密度221人/平方公里。